# Canal de Kalkkinen
Le canal de Kalkkinen (finnois : Kalkkisten kanava) est un canal situé à Asikkala, en Finlande,,.

## Description
Le canal mesure 1 315 mètres de long et son écluse de 500 mètres en fait le plus long canal d'eau douce d'Europe.
La différence des niveaux d'eau dans l'écluse est de 0,90 m à 1,15 m.